# Leo de Foere
Leon de Foere (Tielt, 7 februari 1787 - Brugge, 7 februari 1851), ook Leo genoemd, was een Belgisch priester, sociaal werker, uitgever tijdens het Verenigd Koninkrijk der Nederlanden en politicus in het Koninkrijk België.

## Familie en jeugd
Hij was de zoon van Jean François de Foere en van de twintig jaar jongere Jeanne Catherine Neerman uit Kanegem. Zijn vader was een welvarende aannemer en 'prinse' van de Tieltse rederijkerskamer Het Roosje. Uit een eerste huwelijk had hij een zoon, Pieter de Foere, elf jaar ouder dan Leo. Deze zou later de onderneming van zijn vader verder zetten en bleef vrijgezel. Leo kreeg nog een broer: Lodewijk de Foere, die arts werd in Brugge en de vader van Leon De Foere was.
Leo deed zijn lagere school bij meester Jan D'Haeyere, die echter in 1798 als eedweigeraar werd afgezet. De Foere kreeg verder onderricht bij particulieren. Van 1802 tot 1805 deed hij zijn humaniorajaren in het heropende college van de recolletten in Tielt en was een uitstekende leerling.

## Stichter
Vanaf 1805 begon De Foere aan zijn priesteropleiding in het grootseminarie van Gent. In 1807 werd hij de eerste klastitularis van de Poësis in het nieuw opgerichte Klein Seminarie van Roeselare, en het jaar daarop ook van de retorica. Dichter Domien Cracco bevond zich onder zijn leerlingen, die amper enkele jaren jonger waren dan hun leraar. De Foere had de ambitie een Vlaams en katholiek tijdschrift voor literatuur en geestesleven op te richten. Hij gaf hierover een prospectus uit, maar het lukte niet. In die prospectus koos hij de taalkundige zijde van de Ieperse arts Frans Donaat Van Daele (1737-1818) die een sterk West-Vlaams gekleurde taal voorstond, met verwerping van heelwat Hollandse en Brabantse elementen.
In oktober 1809 hernam De Foere de voorbereiding op het priesterschap en in september 1810 werd hij in Namen tot priester gewijd. Begin oktober 1810 hernam hij het leraarschap in Roeselare, maar een maand later, na klachten over hem van de superior, werd hij benoemd als onderpastoor op de Sint-Annaparochie in Brugge, als opvolger van Jan Dienberghe. Hij werd tevens belast met een geheime opdracht, namelijk de verbindingsman te zijn tussen de ondergedoken vicarissen-generaal van het Bisdom (bisschop de Broglie was afgezet) en pastoor Buydens van de Onze-Lieve-Vrouwekerk in Brugge, die beheerder was van het kerkelijk district Brugge.
Op zijn parochie werd hij vlug geconfronteerd met de armoede van de bevolking. Samen met Maria Vincentia Khnopff stichtte hij in 1816 de congregatie van de Zusters van Onze-Lieve-Vrouw-Hemelvaart.
Hij kocht in de Sint-Jakobsstraat het huis Miraumont en voegde er in 1829 het achtergelegen Hof Bladelin in de Naaldenstraat aan toe. De gebouwen deden dienst als kantschool en de religieuzen zorgden voor het onderricht vanaf 1816. De arme meisjes en vrouwen konden in eigen beheer hun gerealiseerde kantwerk aan de man brengen. Elders gebeurde dit meestal met tussenpersonen die daarbij meer geld verdienden dan de kantwerksters zelf. De instelling bleef als dagschool bestaan tot in 1933, de avondschool tot in 1952.
In 1823 werd De Foere tevens tot rector benoemd van het Engels Klooster in de Carmersstraat.
Hij was vanaf 1833 proost van de Aloude Schuttersgilde van Sint-Sebastiaan in de Carmersstraat. Hij voelde er zich goed thuis, hield er redevoeringen, schonk zijn portret, nam deel aan de schietingen met pijl-en-boog en droeg missen voor de confraters op in zijn privékapel in de Naaldenstraat. De groeiende politieke aanwezigheid van liberalen maakte dat hij er zich steeds minder op zijn plaats voelde. In mei 1850, naar aanleiding van een feest waarop enkele spotliederen over de kerk waren gezongen, nam hij ontslag.

## Le Spectateur Belge
Het Franse bewind was pas ten einde of De Foere verwezenlijkte zijn ambitie een blad uit te geven. 

## Constituant en parlementslid
De kansen keerden door de Belgische Revolutie van 1830. De Foere werd door het district Brugge tot lid van het Nationaal Congres verkozen en stond hierdoor mede aan de wieg van België. Hij steunde de voorstellen omtrent godsdienst-, gewetens- en persvrijheid. Als voorstander van de constitutionele monarchie stelde hij Leopold van Saksen-Coburg-Gotha voor als kandidaat voor het Belgische koningschap. In 1831 was hij lid van de delegatie die aan koning Leopold I in Londen de Belgische kroon ging aanbieden. 
Datzelfde jaar werd hij door het arrondissement Tielt verkozen tot lid van de Kamer van volksvertegenwoordigers. Hij werd regelmatig herkozen en bleef dit hoge ambt actief uitoefenen tot in 1848. In de Kamer was hij een overtuigd patriot en unionist. Zijn voorstellen betroffen voornamelijk de economie en de taalproblematiek. Op economisch vlak was hij een fervent aanhanger van het protectionisme en op taalvlak verzette hij zich tegen de goedkeuring van de Willems-spelling. Daarnaast was hij vanaf 1837 voorzitter van de Westvlaemsche maatschappij ter bevordering der Vlaemsche tael- en letterkunde in Brugge.

## Kunstcollectie
Toen De Foere stierf, was zijn broer Louis zijn algemene erfgenaam, met uitzondering van de eigendom in de Sint-Jacobsstraat en Naaldenstraat die in het bezit kwam van de door hem opgerichte kloostercongregatie.
De broers De Foere, Leo en Louis hadden beiden een kunstverzameling aangelegd, die in 1875 door de kinderen van de arts op een veiling in Brussel werden verkocht. Het ging om een uitgebreide collectie van Vlaamse en Hollandse meesters uit de 16e en 17e eeuw, met ook nog enkele 18e en zelfs 19e-eeuwse werken, hoofdzakelijk landschappen. Er kon niet worden uitgemaakt wat van Leo en wat van zijn broer was geweest. J. Gailliard beschreef in zijn Ephémérides Brugeoises met enthousiasme maar tamelijk vaag de verzameling van Leo.